# Relaciones Grecia-Macedonia del Norte
Existen relaciones bilaterales entre Grecia y Macedonia del Norte. Grecia tiene una embajada diplomática en Skopie y un Consulado General en Bitola. De misma manera, Macedonia del Norte mantiene una embajada en Atenas y un consulado general en Salónica. Ambos países son miembros del Consejo de Europa y de la OTAN. Grecia es miembro de la Unión Europea y Macedonia del Norte es candidato a ingresar en ella.

## Historia

### Disputa por el nombre de Macedonia (1991-2018)
Desde que la ex República de Macedonia se separó de la ex Yugoslavia en 1991, Grecia se negó a reconocer su nombre.
La referencia provisional a la ex República Yugoslava de Macedonia (ARYM)se utilizó en las relaciones con Grecia desde 1991 hasta 2019. Todos los Estados miembros de las Naciones Unidas acordaron aceptar cualquier acuerdo final resultante de las negociaciones entre los dos países. La disputa no impidió que los dos países disfrutaran de estrechos vínculos comerciales y de altos niveles de inversión (especialmente de Grecia), pero generó mucho debate político y académico en ambos lados.
El 13 de septiembre de 1995, ambos países firmaron el Acuerdo Provisional, por el que Grecia reconoció a la República de Macedonia en su ámbito provisional. Las negociaciones destinadas a resolver la disputa continuaron de manera intermitente entre 1995 y 2018. Bajo presión griega, la Unión Europea y la OTAN acordaron que, para que la República de Macedonia recibiera una invitación para unirse a estas instituciones, primero debía resolverse la disputa sobre el nombre. Esto dio lugar a un caso ante la Corte Internacional de Justicia contra Grecia por violación del Acuerdo Provisional.
Durante la insurgencia en la República de Macedonia de 2001, Grecia envió fuerzas de mantenimiento de la paz junto con otros miembros de la OTAN y la Unión Europea . Además, Grecia donó 10 APC Leonidas-2 a la República de Macedonia.
El 4 de octubre de 2012, el ministro de Asuntos Exteriores griego , Dimitris Avramópoulos, envió un memorando de entendimiento al Ministro de Asuntos Exteriores de la República de Macedonia, Nikola Poposki.
El 12 de junio de 2018, Grecia acordó reconocer a su vecino como la República de Macedonia del Norte,una medida que la República de Macedonia acogió con agrado, y el 17 de junio de 2018 los dos primeros ministros (Alexis Tsipras y Zoran Zaev) firmaron el acuerdo de Prespa poniendo fin a la disputa por el nombre. El acuerdo fue sometido a un referéndum nacional celebrado en la República de Macedonia el 30 de septiembre de 2018, que aprobó el acuerdo y cambió el nombre del país a "Macedonia del Norte".
En el Foro Económico Delphi de 2019, Alexis Tsipras anunció también la intención de los dos países de fundar un Consejo Supremo de Cooperación.

### Después de la disputa
Antes de 2019, Grecia mantenía una Oficina de Enlace en Skopie y una Oficina de Asuntos Consulares, Económicos y Comerciales en Bitola. De manera similar, Macedonia del Norte mantuvo una Oficina de Enlace en Atenas y una Oficina de Asuntos Consulares, Económicos y Comerciales en Salónica. Sin embargo, desde mayo de 2019, los dos países intercambiaron notas verbales actualizando sus Oficinas de Enlace y Oficinas Consulares a Embajadas y Consulados Generales, como resultado del Acuerdo de Prespa.
Durante la pandemia de COVID-19, Grecia donó 20.000 vacunas a Macedonia del Norte.
Las tensiones entre los dos países regresaron después de la elección del partido nacionalista VMRO-DPMNE en mayo de 2024. La nueva presidenta de Macedonia del Norte, Siljanovska-Davkova, utilizó durante su toma de posesión el nombre, antes ampliamente utilizado, de "Macedonia". El primer ministro griego, Kyriakos Mitsotakis, calificó el discurso de "acto ilegal e inaceptable" que "constituye una violación del Acuerdo de Prespa" y amenazó con bloquear la admisión de Macedonia del Norte en la Unión Europea.